# Bu Wancang
Bu Wancang (卜萬蒼T, 卜万苍S, Bǔ WàncāngP) (Anhui, 1903 – Hong Kong, 1974) è stato un regista e sceneggiatore cinese attivo tra gli anni '20 e '60 del Novecento. Anche conosciuto con il suo nome cantonese, Baak Maan Chong, e il suo nome inglese, Richard Poh.

## Biografia
Originariamente membro del panorama cinematografico di Shanghai, Bu ha lavorato per diversi studi prima di diventare un regista importante per la Mingxing Film Company. Nel 1931, si trasferisce nella società cinematografia concorrente della Mingxing, la Lianhua, dove diresse film come Love and Duty (1931) e Peach Blossom Weeps Tears of Blood (1931) (entrambi con l'attrice Ruan Lingyu).
Con l'intensificarsi della guerra contro il Giappone, Bu realizza diversi film con tematiche patriottiche, in particolare il film del 1939, Mulan Joins the Army. Quando la città di Shanghai fu conquistata completamente però, Bu fu costretto a girare film di propaganda per gli occupanti, uno tra questi è Eternity nel 1943. Dopo la guerra, fu ostracizzato dai suoi colleghi per questi film, facendolo migrare a Hong Kong nel 1948 dove continuò a produrre film fino al suo pensionamento.

## Filmografia
- Yu jie bing qing (1926)
- Wei hun qi (1926)
- Liang xin fu huo (1926)
- Hu bian chun meng (1927)
- A Couple in Name Only (1927)
- Xiao zhen tan (1928)
- Mei ren guan (1928)
- Tong xin jie (1929)
- Nu ling fu chou ji (1929)
- Liang ai zheng feng (1929)
- Ai qin jia (1929)
- Hai tian qing chou (1930)
- Ge nu hen (1930)
- Fu zi ying xiong (1930)
- A Spray of Plum Blossoms (1931)
- Peach Blossom Weeps Tears of Blood (1931)
- Love and Duty (1931)
- Xu gu du chun meng (1932)
- Ren dao (1932)
- Three Modern Women (1933)
- Mu xing zhi guang (1933)
- Golden Age (黄金时代, Huang jin shi dai) (1934)
- Kai ge (1935)
- Xin ren dao (1937)
- Qi gai qian jin (1938)
- Diao Chan (1938)
- Mulan Joins the Army (1939)
- Xiao xiang ye yu, xi shi (1940)
- Bi yu zan (1940)
- Ningwu Pass (1941)
- The Family (1941)
- Bo ai (1942)
- Biao zhun fu ren (1942)
- Eternity (万世流芳) (1943)
- Yu jia nu (1943)
- Honglou meng (1944)
- The Soul of China (1948)
- Da liang shan en chou ji (1949)

- Nu ren yu lao hu (1951)
- Hui mie (1952)
- Fu ren xin (1952)
- Man yuan chun se (1952)
- Hua shen yan ying (1953)
- Qi zi mei (1953)
- Bi xue huang hua (1954)
- Zai chun hua (1954)
- Tang bo hu yu qiu xiang (1956)
- Yu ge (1956)
- Chang xiang (1956)
- San zi mei (1957)
- Ye lai xiang (1957)
- Yi ye feng liu (1958)
- Dou fu xi shi (1959)
- Stolen Love (1959)
- Dai jia chun xin (1960)
- Kuer liulang ji (1960)
- Tong chuang yi meng (1960)
- Liang dai nu xing (1960)
- Xi xiang feng (1960)
- Hong nan lu nu (1960)
- Di er wen (1960)
- Mang mu de ai qing (1961)
- Zhao wu niang (1963)